# Mamadou Sabaly
Mamadou Sabaly (* 17. Mai 1973 in Guédiawaye) ist ein ehemaliger senegalesischer Fußballnationalspieler, der in Schleswig-Holstein als Trainer und Physiotherapeut tätig ist.
Nach 15 Einsätzen in der senegalesischen Fußballnationalmannschaft wechselte der Abwehrspieler zum spanischen Zweitligisten UD Levante und war anschließend in Algerien und Marokko aktiv. Im Alter von 30 Jahren zog er nach Norddeutschland und spielte zwischen 2004 und 2016 für elf verschiedene Vereine des gehobenen Amateurbereichs überwiegend im Lübecker Raum, z. B. für FC Schönberg 95, 1. FC Phönix Lübeck und SV Todesfelde. Seine Spielerkarriere beendete er 2016 in der zweiten Mannschaft des Heider SV.
Beim Oberligisten Heider SV war Mamadou Sabaly, der meist Bernd genannt wird, seit 2012 Co-Trainer und Trainer des U 23-Teams. Zu diesem Verein kehrte er mehrfach zurück und ist dort in der Saison 2024/25 Co-Trainer. Zwischenzeitlich führte er den Husumer SV 2021/2022 zur Meisterschaft der Landesliga (Staffel Schleswig) und war vom Sommer 2022 bis zum Sommer 2024 Co-Trainer, Interimstrainer und Physiotherapeut beim Regionalligisten SC Weiche Flensburg 08.